# Silverkungsljus
Silverkungsljus (Verbascum bombyciferum) är en flenörtsväxtart som beskrevs av Pierre Edmond Boissier. Silverkungsljus ingår i släktet kungsljus, och familjen flenörtsväxter. Inga underarter finns listade i Catalogue of Life.